# دیگو لاتوره
دیگو لاتوره (انگلیسی: Diego Latorre؛ زادهٔ ۴ اوت ۱۹۶۹) بازیکن فوتبال سابق اهل آرژانتین است.
از باشگاه‌هایی که در آن بازی کرده‌است می‌توان به باشگاه فوتبال روساریو سنترال، باشگاه فوتبال راسینگ کلوب آویاندا، باشگاه ورزشی تنریف، باشگاه فوتبال سمپدوریا، باشگاه فوتبال کروز آزول، و باشگاه فوتبال فیورنتینا اشاره کرد.
وی همچنین در تیم ملی فوتبال آرژانتین بازی کرده‌است.